# Johnny Lee Clary
Johnny Lee Clary (Martinez, California, 18 giugno 1959 – Baton Rouge, Louisiana, 21 ottobre 2014) è stato un politico, wrestler e predicatore statunitense.
Suprematista bianco, Clary fu prima un leader del Ku Klux Klan per poi convertirsi al Pentecostalismo e diventare un predicatore evangelico contrario al razzismo e ad ogni forma di odio. Inoltre, con lo pseudonimo Johnny Angel, negli anni ottanta lottò nella National Wrestling Federation (NWF).

## Biografia
Johnny Lee Clary nacque il 18 giugno 1959 a Martinez, California. Crebbe in una famiglia notoriamente razzista, dove il padre incoraggiava atteggiamenti violenti e discriminatori nei confronti degli afroamericani. Sebbene suo padre, un cattolico praticante, non fosse un membro del Ku Klux Klan, Clary dichiarò che lo zio paterno, Harold, era invece un membro attivo del Klan e che una volta incoraggiò suo padre a sparare ad un afroamericano.
Secondo le interviste rilasciate da Clary, la sua giovinezza fu segnata da una vita familiare violenta e tragica e anche da una mancanza di stabilità. All'età di 11 anni, vide suo padre suicidarsi e successivamente venne sballottato dalla casa di un membro della famiglia a quella di un altro. Alla fine si ritrovò da solo a East Los Angeles, California, dove restò coinvolto in bande di strada e si unì al Ku Klux Klan all'età di 14 anni.

### Carriera nel wrestling
Nel 1983 Johnny divenne un lottatore professionista di wrestling e fu allenato (insieme a suo fratello Terry Clary) dall'ex campione NWA World Junior Heavyweight Danny Hodge. Terry cominciò la carriera utilizzando il ring name "Sugar Boy", con Johnny come suo manager con lo pseudonimo "Der Kommisar". Successivamente, quando Terry cambiò nome in Buddy "Bad Man" Savage, Johnny iniziò a lottare come wrestler, utilizzando lo pseudonimo "Johnny Angel".

### Morte
Il 21 ottobre 2014, nella sua abitazione a Baton Rouge, Louisiana, Clary morì improvvisamente a causa di un infarto.

## Opere
- Boys in the Hoods: One Man's Journey from Hatred to Love: An Autobiographical Expose of Racial Hatred, Racism, and Redemption (1996)